# فرودگاه کیفا
فرودگاه کیفا (به انگلیسی: Kiffa Airport) یک فرودگاه همگانی با کد یاتا KFA است که یک باند فرود آسفالت دارد و طول باند آن ۱۵۸۷ متر است. این فرودگاه در شهر کیفا، موریتانی کشور موریتانی قرار دارد و در ارتفاع ۱۲۹ متری از سطح دریا واقع شده است.